# Convair B-58 Hustler
El Convair B-58 Hustler (estafador en anglès) va ser el primer bombarder operacional de fabricació nord-americana capaç d'aconseguir la velocitat supersònica de Mach 2. L'aeronau va ser desenvolupada per al Comandament Aeri Estratègic (també conegut per l'acrònim en anglès SAC, Strategic Air Command) de la Força Aèria dels Estats Units en la segona meitat de la dècada dels 50. Malgrat la seva sofisticada tecnologia i la seva capacitat de volar a velocitat de Mach 2, la seva flexibilitat operacional va ser limitada a causa del seu alt cost operatiu i als canvis en les missions estratègiques. Això va fer que la seva vida operativa fos relativament curta, de 1960 fins a 1970. El seu rol especialitzat va ser succeït per altres bombarders supersònics nord-americans, com el FB-111 i, posteriorment, pel B-1 Lancer.

## Variants

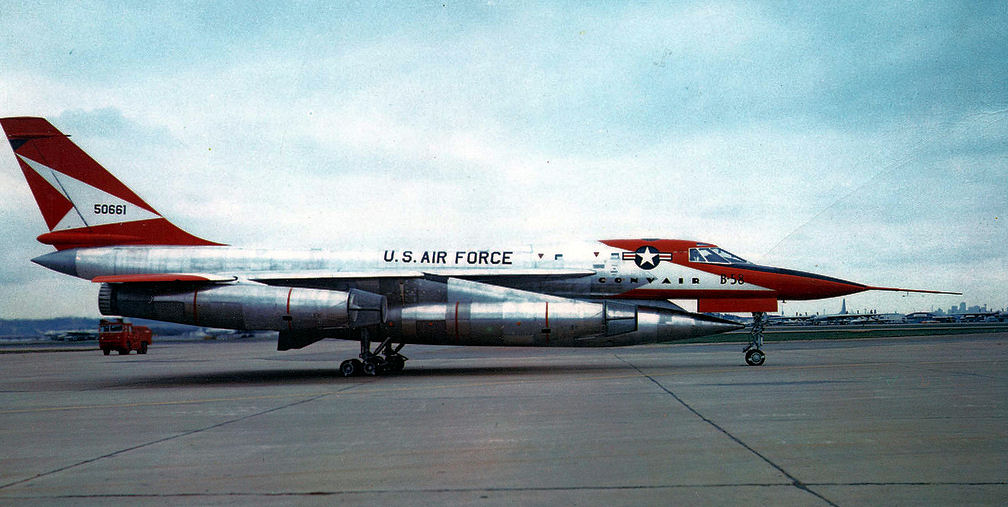
El Convair YB-58A-1-CF Hustler 55-661, el segon que es va construir

- XB-58: prototipus inicial, 2 construïts.
- IB-58A: avió de pre-producció per a proves de vol. 11 construïts.
- B-58A: bombarder estratègic de 3 places, supersònic de mig abast. 86 construïts.
- TB-58A: avió d'entrenament, 8 naus de pre-sèrie YB-58A van ser modificats per a tasques de conversió de pilots, amb doble palanca de comandament, un seient sobre elevat en la segona cabina, darrere del pilot i una nova coberta envidrada més extensa, per tal de proporcionar visió frontal a l'instructor i l'aprenent, es va mantenir l'equip de subministrament en vol, però es van eliminar el radar ASQ-42v de bombardeig i navegació, les contramesures electròniques i els sistemes de defensa, el primer TB-58A va volar el 10 de maig de 1960 i va ser lliurat el 13 d'agost.
- NB-58A: exemplar únic, convertit en vehicle de proves per al nou motor J93, projectat per equipar al nou disseny d'un bombarder estratègic supersònic B-70 Valkyrie i transportat en una góndola ventral, sota el fuselatge central de l'avió.
- RB-58A: variant de reconeixement, amb barqueta d'equips de reconeixement ventral, 17 construïts.
- B-58B: versió amb noves millores no construïda. La USAF estimava comprar 185 avions d'aquesta nova versió millorada. Projecte cancel·lat a causa de problemes pressupostaris.
- B-58C: versió no construïda. tenia un nou disseny més allargat i amb més capacitat, per a transport de combustible intern i amb el nou motor J58 de 14.750 kg d'empenta, més potent i eficient, que és el mateix usat pel posterior avió supersònic Lockheed SR-71.[2]

## Especifications (B-58A)
Dades de Quest for Performance
Característiques generals
- Tripulació: 3: pilot; observador (funcions de navegador, operador de radar i bombarder); operador de sistemes defensius (DSO:defense system operator).
- Longitud: 29,5 m[4]
- Envergadura: 17,3 m[4]
- Alçada: 8,9 m
- Superfície de l'ala 143,3 m²
- Perfil: Perfil alar NACA 0003.46-64.069 a l'arrel de l'ala, NACA 0004.08-63 a l'extrem
- Pes buit: 25.200 kg
- Pes carregat: 30.786 kg
- Pes màxim d'enlairament: 80.240 kg
- Motor: 4× turbojet General Electric J79-GE-5A

 Rendiment 
- Velocitat màxima: 2,09 Mach
- Velocitat de creuer: 530 nusos, 985 km/h
- Radi de combat: 1.510 milles nàutiques, 3.220 km
- Abast en trasllat: 4.700 milles nàutiques, 7.600 km
- Sostre de servei: 63.400 peus
- Ràtio d'ascens: 88 m/s
- Càrrega alar: 44,0 lb/ft²

Armament

- Metralladores: 1 canó automàtic de calibre 20 mm M61 Vulcan[4]
- Bombes: 4 bombes nuclears B43 o B61; càrrega màxima d'armes de 8.820 kgAviònica
- Radar de bombardeig AN/APB-2[5]
- Radar AN/APN-110[6] (part del sistema Sperry AN/ASQ-42 Navigation & Bombing System)[7]
- Radar de seguiment de superfície AN/APN-170[6]
- Receptor de radar AN/APR-12[8]